# Flupoxam
Flupoxam ist ein Pflanzenschutzwirkstoff und gehört zur Klasse der Herbizide. Es ist ein hellbeiger Feststoff.

## Geschichte
Flupoxam wurde von Monsanto und Kureha entwickelt und Anfang der neunziger Jahre eingeführt.

## Wirkung
Flupoxam ist ein selektives Herbizid. Die Zellteilung der Pflanze wird gehemmt, weshalb die Unkräuter absterben. Die beste Wirkung erzielt der Wirkstoff bei Pflanzen in der Wachstumsphase.

## Verwendung
Es wird hauptsächlich gegen breitblättrige Unkräuter in Getreidekulturen eingesetzt.

## Umweltaspekte
Flupoxam ist chronisch gewässergefährdend. Der Abbau erfolgt mikrobiell bei einer Halbwertszeit von 69 Tagen.

## Nachweis
In Pflanzen und Böden kann eine Rückstandsbestimmung mittels HPLC-Methode durchgeführt werden.

## Zulassungsstatus
In den Staaten der EU und in der Schweiz sind Pflanzenschutzmittel mit dem Wirkstoff Flupoxam nicht mehr zugelassen.